# 秦郷次郎
秦 郷次郎（はた きょうじろう 1937年 - ）は、日本の実業家。元ルイ・ヴィトン･ジャパン、LVJグループ代表取締役社長。高知県出身。

## 概要
1937年(昭和12年）、高知県高知市に生まれ育つ。8歳の時に終戦を迎え、10代の頃には評論家を目指すも、父親から「経済を勉強した方が良い」と助言され、土佐中学校・高等学校を卒業後、慶應義塾大学経済学部に進学する。1961年（昭和36年）、建築家だった義兄の圓堂政嘉の勧めで、大学を卒業すると同時に米国に留学し、カリフォルニア大学バークレー校で1年間学んだ後、ニューハンプシャー州のダートマス大学エイモス・タック・ビジネススクールに入学し、1964年（昭和39年）に日本人初の経営学修士号（MBA）取得者として卒業後、ピート・マーウィック・ミッチェル会計事務所に就職し、1年の会計監査業務を勤めた後、同事務所の経営コンサルティング部門に配属され、1967年（昭和42年）、同事務所の東京コンサルティング部門開設に伴い、6年ぶりに帰国する。1976年（昭和51年）、ルイ・ヴィトンのエグゼクティブ・サーチの仕事をしていた友人のコンサルタントの要望で、アンリ・ルイ・ヴィトンと面会、戦後の好景気で多くの日本人がルイ・ヴィトン本店を来訪するようになり、対応に困惑している現状を受けて、コンサルト契約を結んだ後、東京への本格進出へ向けて奔走する。その後、同社の東京支社長に就任する。

## 経歴
- 1961年、慶應義塾大学経済学部卒業。その後、米国ダートマス大学エイモス・タック・ビジネススクールにて経営学修士号（MBA）を取得する。
- 1964年、ピート・マーウィック・ミッチェルのニューヨーク事務所に入所。
- 1967年には同事務所の東京事務所立ち上げに際し、転勤（帰国）。主に、外国企業の日本進出のためのコンサルティングを行うこととなった。
- 1976年より仏ルイ・ヴィトン社のコンサルティングを手掛けると、仏ルイ・ヴィトン社からその手腕が高く評価される[要出典]。
- 1978年には、ルイ・ヴィトンの日本およびアジア太平洋地域代表。
- 1981年には、ルイ・ヴィトン ジャパンの初代・代表取締役社長に就任した。その後も、同社を世界のヴィトン製品の売り上げの3分の1以上を日本が占めるまでに成長させる[要出典]。
- 2001年、これらの功績が認められ、フランス共和国よりレジオンドヌール勲章シュヴァリエを叙勲した[要出典]。LVJグループ代表取締役社長として、ルイ･ヴィトンジャパン、セリーヌジャパン、ロエベジャパン、フェンディジャパン、ベルルッティ、セリュックス、エミリオ・プッチ等のプレジデント＆CEOを担うほか、ヴーヴ・クリコ・ジャパン、クリスチャン・ディオールの代表取締役を兼務し、国外でもハワイ地域における、ルイ･ヴィトン、セリーヌ、ロエベ、フェンディといった、LVMHファッショングループの最高経営責任者も兼任した。
- 2006年には、ルイ・ヴィトンのフランス本社である、マルティエ社の特別顧問に就任した。同社の特別顧問に日本人が就任したのは、初めてのことである。
- 2008年6月にルイ・ヴィトン・マルティエ社の取締役を退任した。

現在は秦ブランドコンサルティング株式会社を設立し、代表取締役として各分野のラグジュアリーブランドのブランドバリュー向上のためのコンサルティングを行う、グローバルに活動する実業家である。

## 家族
妻・皓子は田部長右衛門 (23代)の二女